# Lepanthes trichodactyla
Lepanthes trichodactyla är en orkidéart som beskrevs av John Lindley. Lepanthes trichodactyla ingår i släktet Lepanthes och familjen orkidéer.
Artens utbredningsområde är Kuba. Inga underarter finns listade i Catalogue of Life.